# Felsenkeller (Wörnitz)
Felsenkeller (ⓘ) ist ein Wohnplatz der Gemeinde Wörnitz im Landkreis Ansbach (Mittelfranken, Bayern). Felsenkeller liegt in der Gemarkung Wörnitz.

## Geografie
Die Einöde ist mittlerweile in der Ortsstraße Am Felsenkeller des Gemeindeteils Wörnitz aufgegangen.
Unmittelbar südlich verläuft die Staatsstraße 2419. 1 km östlich erhebt sich der Kellerberg (534 m ü. NHN).

## Geschichte
Mit dem Gemeindeedikt (frühes 19. Jahrhundert) wurde Felsenkeller dem Steuerdistrikt und der Ruralgemeinde Wörnitz zugewiesen.

### Einwohnerentwicklung
| Jahr      | 001836 | 001840 | 001861 | 001871 | 001885 | 001900 | 001925 | 001950 | 001961 | 001970 |
| Einwohner | 3      | 4      | 2      | 7      | 7      | *      | *      | *      | 9      | 4      |
| Häuser    | 1      | 1      |        |        | 1      | *      | *      | *      | 2      |        |
| Quelle    | [ 4 ]  | [ 5 ]  | [ 6 ]  | [ 7 ]  | [ 8 ]  | [ 9 ]  | [ 10 ] | [ 11 ] | [ 12 ] | [ 13 ] |

## Religion
Der Ort ist evangelisch-lutherisch geprägt und bis heute nach St. Martin (Wörnitz) gepfarrt. Die Einwohner römisch-katholischer Konfession sind nach Kreuzerhöhung (Schillingsfürst) gepfarrt.